# Enicmus pampicola
Enicmus pampicola is een keversoort uit de familie schimmelkevers (Latridiidae). De wetenschappelijke naam van de soort werd in 1922 gepubliceerd door Juan Brèthes.